# Michel Pilet
Michel Pilet (* 16. Dezember 1931 in Paris; † 17. Dezember 2006 in Duillier, Schweiz) war ein Schweizer Manager und Jazzmusiker (Tenor- und Sopransaxophon, Klarinette, Piano).

## Leben und Wirken
Pilet begann mit neun Jahren Klavier zu spielen. Bereits mit zwölf Jahren entdeckte er den Jazz. Mit 19 Jahren lernte er Klarinette und gründete in Besançon ein Orchester. Mit Sidney Bechet als Vorbild widmete er sich auch dem Sopransaxophon. 1953 begann er in Genf mit dem Jurastudium. In Annemasse bei Genf spielte er mit der New Jazz Band. 1954 trat er einen Monat als Pianist im Trio von Maxim Saury auf; 1955 nahm er mit der Berner Barrelhouse Hot Five am Jazz Festival Zürich teil. 1956 wurde er Mitglied in der Combo von Claude Aubert, in der Henri Chaix und Pierre Bouru spielten. 1957 begleitete er in Zürich Albert Nicholas und wurde auf dem Zürcher Jazzfestival als bester Solist ausgezeichnet. Mit Chaix, Bouru, Aubert und den New Orleans Wild Cats trat er bis 1962 auf verschiedenen Festivals auf. Ab 1956 wirkte er an verschiedenen Radiosendungen bei Radio Genf mit; regelmäßig berichtete er auch für die Zeitschrift Radio-je-vois-tout, später auch für La Suisse. 
Nach der Auflösung des Orchesters von Claude Aubert 1961 spielte er im Orchester Henri Chaix und drei Jahre lang auch in der Bigband von Paul Thommen. In der Reihe Jazz in der Aula in Baden AG konzertierte er bis 1971 regelmäßig mit internationalen Solisten wie Buck Clayton, Stuff Smith, Rex Stewart, Ben Webster, Ray Nance, Milt Buckner, Buddy Tate und Benny Carter. Von 1971 gehörte er für zwanzig Jahre der Big Band von Roby Seidel an, musste aber ab 1974 seine musikalischen Tätigkeiten einschränken, da er als Mitglied der Geschäftsleitung einer Versicherung nur noch über wenig entsprechende Freizeit verfügte. Trotzdem organisierte er 1977 das Festival Quarante Ans de Jazz à Genève und war über lange Jahre Präsident der Association Genevoise des Musiciens de Jazz. 1980 präsentierte er sich mit einem Quintett auf dem Montreux Jazz Festival, aus dem die Hot Mallets entstanden. In den letzten Jahren trat Pilet immer wieder mit Kleinformationen auf, häufig mit Trompeter Jo Gagliardi. Er ist auf Alben von Claude Aubert, Buck Clayton, Henri Chaix, Albert Nicholas, Rex Stewart, der Roby Seidel Big Band und den New Orleans Wild Cats zu hören.

## Lexigraphische Hinweise
- Bruno Spoerri: Biografisches Lexikon des Schweizer Jazz CD-Beilage zu: B. Spoerri (Hrsg.): Jazz in der Schweiz. Geschichte und Geschichten. Chronos-Verlag, Zürich 2005, ISBN 3-0340-0739-6